# 국도 제17호선
국도 제17호선 (國道第十七號線)은 전라남도 여수시 돌산읍 신복리에서 경기도 광주시 도척면 추곡리에 이르는 대한민국의 일반 국도이다.
본래 종점은 경기도 용인시 처인구 양지면 양지 나들목이었으나, 2021년 6월 22일 용인 양지 ~ 광주 도척간 도로 건설 계획이 반영되어 종점이 지금의 경기도 광주시 도척면 추곡리로 변경되었다.

## 역사
- 1971년 8월 31일 : 일반국도노선지정령에 의해 국도 제17호선 여수 ~ 청주선이 됨.[1]
- 1972년 4월 28일 : 노선 개량으로 인해 대덕군 북면 상서리 ~ 석봉리 2.44 km 구간을 2.62 km 로 도로구역 변경[2]
- 1972년 11월 30일 : 노선 개량으로 인해 대덕군 산내면 삼괴리 254m 구간을 280m 로 도로구역 변경[3]
- 1974년 4월 26일 : 선형 개량으로 인해 임실군 둔남면 국평리 ~ 임실면 두곡리 10.5 km 구간을 9.7km로 도로구역 변경[4]
- 1975년 8월 8일 : 금산군 복수면 용진리 ~ 진산면 묵산리 총 736m 구간 개통, 기존 1.292 km 구간 폐지[5]
- 1976년 ∼ 1978년 곡성군 ∼ 남원시 구간을 시작으로 1993년 ∼ 1997년 추부면 ∼ 금산군 구간이 완공되었다.
- 1981년 1월 10일 : 여천군 쌍봉면 주삼리 ~ 소라면 덕양리 3.28 km 구간 개통 및 기존 4.42 km 구간 폐지, 여천군 율촌면 조화리 ~ 승주군 해룡면 호두리 2.744 km 구간 개통 및 기존 3.01 km 구간 폐지[6]
- 1981년 3월 14일 : 기점을 '전라남도 여수시'에서 '전라남도 여천군 돌산읍'으로, 종점을 '충청북도 청주시'에서 '경기도 용인군 내사면'으로 연장함. 이에 따라 '돌산 ~ 양지선'이 됨.[7]
- 1981년 4월 6일 : 국도로 승격된 안성군 이죽면 두교리 도계 ~ 용인군 내사면 양지리 35 km 구간 개통[8]
- 1981년 4월 16일 : 국도로 승격된 청원군 현도면 양지리 ~ 진천군 만승면 실원리 49.338 km 구간 개통[9]
- 1981년 5월 30일 : 대통령령 제10247호 일반국도노선지정령 개정에 따라 연장된 107 km 구간으로 도로구역 변경[10]
- 1981년 8월 17일 : 국도로 승격된 여천군 돌산면 군내리 ~ 여수시 오림동 28.07 km 구간 개통[11]
- 1986년 8월 11일 : 금산군 추부면 마전리 ~ 대덕군 산내면 하소리 (추부터널 포함) 1.56 km 구간 개통[12]
- 1986년 9월 29일 : 기존 지정 구간인 금산군 추부면 마전리 ~ 대덕군 산내면 하소리 (구 추부터널) 1.8 km 구간 폐지[13]
- 1987년 5월 26일 : 기존 지정 구간인 충청북도 청원군 오창면 창리 ~ 진천군 문백면 도하리, 진천군 진천읍 읍내리, 충청남도 금산군 추부면 마전리 구간 폐지[14]
- 1987년 9월 22일 : 청원군 현도면 죽암리 960m 구간 개통[15]
- 1993년 8월 9일 : 고산우회도로(완주군 고산면 서봉리 ~ 읍내리) 2.12 km 구간 개통[16]
- 1994년 12월 29일 : 청원군 남이면 가마리 ~ 현도면 양지리 총 4.811 km 구간 개통 및 기존 총 2.294 km 구간 폐지[17]
- 1996년 7월 1일 : 기점을 '전라남도 여천군 돌산읍'에서 '전라남도 여수시 돌산읍'으로 변경함.[18]
- 1996년 9월 1일 : 전주 ~ 봉동간 도로(전주시 덕진구 우아동 ~ 완주군 봉동읍 장기리) 구간 개통[19]
- 1998년 4월 28일 : 남원시 도통동 ~ 광치동 6.86 km 구간 개통[20]
- 1998년 12월 16일 : 순천 ~ 구례구간 도로(순천시 서면 압곡리 ~ 황전면 용림리) 24.54 km 구간 확장 개통[21]
- 1998년 12월 30일 : 진천군 만승면 광혜원리 1.91 km 구간 개통, 기존 1.6 km 구간 폐지[22]
- 1998년 12월 31일 : 완주군 운주면 장선리 2.029 km 구간 개통[23]
- 2000년 12월 23일 : 안성시 죽산면 죽산리 ~ 용인시 양지면 양지리 23.17 km 구간 확장 개통, 기존 15.3 km 구간 폐지[24]
- 2001년 1월 15일 : 월산 교차로 및 조화 교차로 1.54 km 구간 선형 개량 및 입체화 개통, 기존 1.4 km 구간 폐지[25]
- 2001년 6월 : 돌산 ~ 우두리간 도로(여수시 돌산읍 우두리) 120m 구간 확장 개통 및 기존 150m 구간 폐지[26]
- 2001년 9월 29일 : 청원군 남일면 효촌리 ~ 청주시 흥덕구 휴암동 11.4 km 구간을 자동차 전용도로로 지정[27]
- 2002년 1월 7일 : 곡성우회도로(곡성군 오곡면 오지리 ~ 곡성읍 장선리) 5.54 km 구간 확장 개통, 기존 4.46 km 구간 폐지[28]
- 2002년 2월 15일 : 여수시 덕충동 덕충 나들목 ~ 주삼동 주삼 나들목 12.064 km 구간을 자동차 전용도로로 지정[29]
- 2002년 12월 30일 : 청주시 상당구 율량동 ~ 청원군 오창면 복현리 9.97 km 구간 확장 개통, 기존 구간 폐지[30]
- 2003년 12월 20일 : 청원군 오창면 복현리 ~ 진천군 이월면 사곡리 16.47 km 구간 확장 개통[31]
- 2004년 9월 13일 : 순천시 국도대체우회도로 중 중흥 ~ 왕지간 도로(순천시 해룡면 선월리 ~ 서면 압곡리) 13.2km 구간을 자동차 전용도로로 지정[32]
- 2005년 2월 28일 : 금산군 복수면 곡남리 460m 구간 개량 개통, 기존 110m 구간 폐지[33]
- 2005년 4월 4일 : 순천시 국도대체우회도로 중 중흥 ~ 왕지간 도로의 자동차 전용도로 지정 구간을 "순천시 해룡면 선월리 ~ 가곡동"에서 "순천시 해룡면 선월리 ~ 서면 압곡리" 10.0km 구간으로 변경[34]
- 2005년 11월 21일 : 남원시 주생면 상동리 510m 구간을 자동차 전용도로로 지정[35]
- 2006년 6월 20일 : 여수시 소라면 덕양리 ~ 순천시 해룡면 호두리 15.14 km 구간을 자동차 전용도로로 지정[36]
- 2006년 9월 14일 : 추부 ~ 대전간 도로(충청남도 금산군 추부면 마전리 ~ 대전광역시 동구 삼괴동) 9.24 km 구간 임시 개통[37]
- 2006년 11월 8일 : 완주군 용진면 신지리 ~ 화산면 종리 10.65 km 구간 개통[38]
- 2006년 12월 26일 : 추부 ~ 대전간 도로(충청남도 금산군 추부면 마전리 ~ 대전광역시 동구 삼괴동) 9.24 km 구간 확장 개통, 기존 금산군 추부면 마전리 1.7 km 구간 폐지[39]
- 2006년 12월 31일 : 진천군 이월면 중산리 ~ 신월리 4.1 km 구간 개통[40]
- 2007년 1월 13일 : 진천 ~ 두교리간 도로(진천군 이월면 신월리 ~ 내촌리) 1.18 km 구간 개통[41]
- 2007년 1월 19일 : 순천시 국도대체우회도로 중 중흥 ~ 왕지간 도로(순천시 해룡면 선월리 ~ 서면 압곡리) 10.9km 구간 확장 개통[42]
- 2007년 3월 6일 : 중흥 ~ 왕지간 도로 개통으로 인해 기존 순천시 해룡면 호두리 ~ 대안리 6.427 km 구간 폐지[43]
- 2007년 12월 20일 : 기존 도로인 순천시 해룡면 호두리 ~ 대안리 6.427km 구간 폐지 취소[44]
- 2007년 12월 31일 : 남원시 신정동 500m 구간 우회도로 개통[45], 남원시 주생면 중동리 ~ 상동리 900m 구간 확장 개통[46]
- 2009년 1월 12일 : 곡성 ~ 남원간 도로(전라남도 곡성군 곡성읍 장선리 ~ 전라북도 남원시 주생면 중동리) 11.85 km 구간을 자동차 전용도로로 지정[47]
- 2010년 10월 1일 : 왕지 분기점(순천시 왕지동) 여수방면 램프 개통[48]
- 2011년 5월 12일 : 청주시 흥덕구 수의동 강상촌 분기점 ~ 상당구 오동동 오동 교차로 13.33 km 구간을 자동차 전용도로로 지정[49]
- 2012년 1월 20일 : 여수 ~ 순천간 도로(여수시 소라면 덕양리 ~ 순천시 해룡면 신대리) 17.36 km 구간 임시 개통[50]
- 2012년 4월 12일 : 여수 ~ 순천간 도로 및 우두 ~ 종화간 도로, 거북선대교(여수시 돌산읍 우두리 ~ 순천시 해룡면 신대리) 38.8 km 구간 확장 개통[51][52]
- 2012년 12월 28일 : 진천 ~ 두교리간 도로(충청북도 진천군 이월면 신월리 ~ 경기도 안성시 죽산면 두교리) 9.4 km 구간 확장 개통, 기존 충청북도 진천군 이월면 노원리 ~ 경기도 안성시 죽산면 두교리 11.0 km 구간 폐지[53], 안성시 죽산면 두교리 800m 구간 확장 개통[54]
- 2013년 5월 27일 : 여수 ~ 순천간 도로 및 우두 ~ 종화간 도로, 거북선대교 개통으로 인해 기존 여수시 주삼동 ~ 돌산읍 우두리 14.8 km 구간과 여수시 소라면 덕양리 ~ 순천시 서면 압곡리 23.6 km 구간 폐지[55]
- 2014년 4월 30일 : 곡성 ~ 남원간 도로의 자동차 전용도로 구간 시점을 전라남도 곡성군 곡성읍 장선리에서 전라북도 남원시 금지면 귀석리로 변경해 10.97km로 축소[56]
- 2014년 12월 23일 : 곡성 ~ 남원간 도로(곡성군 곡성읍 장선리 ~ 남원시 주생면 중동리) 12.29 km 구간 확장 개통[57]
- 2015년 9월 23일 : 두교리 ~ 죽산간 도로(안성시 죽산면 두교리 ~ 매산리) 8.71 km 구간 확장 개통, 기존 안성시 죽산면 장원리 ~ 두교리 8.38 km 구간 폐지[58]
- 2015년 9월 30일 : 남원 ~ 곡성간 도로 개통에 따라 기존 국도(곡성군 곡성읍 장선리 ~ 남원시 주생면 중동리) 11.9 km 구간 폐지[59]
- 2016년 1월 25일 : 청주시 국도대체우회도로 중 청주역 교차로 ~ 문암공원 교차로(청주시 흥덕구 수의동 ~ 청원구 정상동) 9.85 km 구간 신설 개통[60]
- 2016년 8월 31일 : 청주시 국도대체우회도로 문암공원 교차로 ~ 오동 교차로(청주시 청원구 정상동 ~ 오동동) 3.31 km 구간 신설 개통 및 기존 청주시 서원구 남이면 양촌리 ~ 청원구 오동동 13.1 km 구간 폐지[61][62]
- 2016년 12월 20일 : 오수 ~ 갈마간 도로(임실군 오수면 대명리 ~ 성수면 월평리) 7.79 km 구간 확장 개통 및 기존 임실군 오수면 대명리 ~ 오암리 1.6 km 구간 폐지[63]
- 2017년 11월 20일 : 승주우회도로(순천시 서면 구만리 ~ 학구리) 1.16 km 구간 확장 개통[64]
- 2018년 1월 24일 : 오수 ~ 월락간 도로(남원시 광치동 ~ 사매면 월평리 6.18 km 구간과 임실군 오수면 금암리 ~ 대명리 2.52 km 구간) 확장 개통, 기존 남원시 사매면 대율리 ~ 오신리 총 1.48 km 구간과 임실군 오수면 금암리 1.62 km 구간 폐지[65]
- 2018년 9월 5일 : 여수 ~ 순천간 도로 개통으로 인해 기존 순천시 해룡면 선월리 ~ 신대리 3.68 km 구간 폐지[66]
- 2019년 12월 19일 : 돌산 ~ 우두간 도로(여수시 돌산읍 신복리 ~ 우두리) 16.7 km 구간 확장 개통, 기존 여수시 돌산읍 죽포리 ~ 둔전리 3.8 km 구간 폐지[67]
- 2020년 2월 5일 : 용복터널(완주군 경천면 가천리 ~ 용복리) 570m 구간 개량 개통, 기존 340m 구간 폐지[68]
- 2021년 6월 22일: 종점을 경기도 용인시 처인구 양지면 양지리에서 경기도 광주시 도척면 추곡리로 연장. 이에 따라 '여수 ~ 용인선'에서 '여수 ~ 광주선'으로 됨.[69]

## 주요 경유지
전라남도
- 여수시 (종화동 · 수정동 · 공화동 · 덕충동 · 만흥동 · 미평동 · 둔덕동 · 평여동 · 월하동 · 주삼동 · 해산동 · 소라면 · 율촌면) - 순천시 (해룡면 · 조례동 · 왕지동 · 서면 · 가곡동 · 서면 · 월등면 · 황전면) - 구례군 (문척면 · 마산면 · 구례읍) - 순천시 황전면 - 곡성군 (죽곡면 · 오곡면 · 곡성읍)

전북특별자치도
- 남원시 (금지면 · 송동면 · 주생면 · 신정동 · 화정동 · 신정동 · 산곡동 · 내척동 · 용정동 · 광치동 · 사매면) - 임실군 (오수면 · 성수면 · 임실읍 · 관촌면) - 완주군 상관면 - 전주시 (완산구 색장동 - 덕진구 (우아동1가 · 우아동2가 · 산정동 · 우아동3가 · 호성동1가 · 호성동2가)) - 완주군 (용진읍 · 봉동읍 · 용진읍 · 고산면 · 화산면 · 경천면 · 운주면)

충청남도
- 금산군 (진산면 · 복수면 · 추부면)

대전광역시
- 동구 (삼괴동 · 구도동 · 낭월동 · 구도동 · 낭월동 · 대별동 · 낭월동 · 대성동) - 중구 (옥계동 · 석교동) - 동구 (천동 · 효동 · 인동 · 원동 · 중동 · 정동 · 삼성동) - 대덕구 (오정동 · 대화동 · 읍내동 · 연축동 · 신대동 · 와동 · 상서동 · 평촌동 · 덕암동 · 신탄진동)

충청북도
- 청주시 (서원구 (현도면 · 남이면 · 미평동 · 분평동 · 수곡동 · 모충동) - 상당구 (석교동 · 서운동 · 문화동 · 수동 · 북문로2가 · 수동) - 청원구 (우암동 · 내덕동 · 율량동 · 주중동 · 사천동 · 오동동 · 외남동 · 외평동 · 오창읍)) - 진천군 (문백면 · 진천읍 · 이월면 · 광혜원면)

경기도
- 안성시 (죽산면 · 일죽면) - 용인시 처인구 (백암면 · 원삼면 · 양지면) - 광주시 도척면

## 노선
- (■): 자동차 전용도로 구간

### 전라남도
| 이름                                            | 접속 노선                                         | 소재지 | 소재지                                                       | 비고                                                  |
| ----------------------------------------------- | ------------------------------------------------- | ------ | ------------------------------------------------------------ | ----------------------------------------------------- |
| 군내리                                          |                                                   | 여수시 | 돌산읍                                                       | 기점 국도 제77호선과 중복                             |
| 돌산초등학교 돌산중학교 여수해양과학고등학교    |                                                   | 여수시 | 돌산읍                                                       | 국도 제77호선과 중복                                  |
| 동내 교차로                                     | 망월대길                                          | 여수시 | 돌산읍                                                       | 국도 제77호선과 중복                                  |
| 돌산읍사무소                                    |                                                   | 여수시 | 돌산읍                                                       | 국도 제77호선과 중복                                  |
| 고분재                                          |                                                   | 여수시 | 돌산읍                                                       | 국도 제77호선과 중복                                  |
| 송시 교차로                                     | 평사로                                            | 여수시 | 돌산읍                                                       | 국도 제77호선과 중복                                  |
| 덕곡재                                          |                                                   | 여수시 | 돌산읍                                                       | 국도 제77호선과 중복                                  |
| 서덕 교차로                                     | 승월길                                            | 여수시 | 돌산읍                                                       | 국도 제77호선과 중복                                  |
| 서기 교차로                                     | 돌산로                                            | 여수시 | 돌산읍                                                       | 국도 제77호선과 중복                                  |
| 죽포 교차로                                     | 향일암로                                          | 여수시 | 돌산읍                                                       | 국도 제77호선과 중복                                  |
| 돌산터널                                        |                                                   | 여수시 | 돌산읍                                                       | 국도 제77호선과 중복 연장 998m                        |
| 돌산중앙중학교                                  | 돌산로                                            | 여수시 | 돌산읍                                                       | 국도 제77호선과 중복                                  |
| 둔전 교차로                                     | 둔전길                                            | 여수시 | 돌산읍                                                       | 국도 제77호선과 중복                                  |
| 돌산천1교 월암1교                               |                                                   | 여수시 | 돌산읍                                                       | 국도 제77호선과 중복                                  |
| 월암 교차로                                     | 월암길                                            | 여수시 | 돌산읍                                                       | 국도 제77호선과 중복                                  |
| 도실 교차로                                     | 평사로                                            | 여수시 | 돌산읍                                                       | 국도 제77호선과 중복                                  |
| 무술목 교차로                                   | 계동로                                            | 여수시 | 돌산읍                                                       | 국도 제77호선과 중복                                  |
| 굴전 교차로                                     | 안굴전길                                          | 여수시 | 돌산읍                                                       | 국도 제77호선과 중복                                  |
| 진모 교차로                                     |                                                   | 여수시 | 돌산읍                                                       | 국도 제77호선과 중복                                  |
| 상포 교차로                                     | 마상포길                                          | 여수시 | 돌산읍                                                       | 국도 제77호선과 중복                                  |
| (이름 없음)                                     | 강남해안로                                        | 여수시 | 돌산읍                                                       | 국도 제77호선과 중복                                  |
| 세구지삼거리                                    | 강남로                                            | 여수시 | 돌산읍                                                       | 국도 제77호선과 중복                                  |
| 돌산 교차로                                     | 국도 제77호선 (돌산로)                            | 여수시 | 돌산읍                                                       | 국도 제77호선과 중복                                  |
| 거북선대교                                      |                                                   | 여수시 | 돌산읍                                                       |                                                       |
|                                                 | 동문동                                            | 여수시 |                                                              |                                                       |
| 자산터널                                        |                                                   | 여수시 | 연장 443m                                                    |                                                       |
| 자산터널                                        | 한려동                                            | 여수시 | 연장 443m                                                    |                                                       |
| 여수역앞 (지하차도)                             | 동문로                                            | 여수시 |                                                              |                                                       |
| 여수엑스포                                      |                                                   | 여수시 | 만덕동                                                       |                                                       |
| 만덕사거리                                      | 덕충안길                                          | 여수시 | 만덕동                                                       |                                                       |
| 여수엑스포역                                    |                                                   | 여수시 | 만덕동                                                       |                                                       |
| 덕충 나들목                                     | 망양로                                            | 여수시 | 만덕동                                                       |                                                       |
| 마래터널                                        |                                                   | 여수시 | 만덕동                                                       | 상행 연장 1397m 하행 연장 1351m                       |
| 만흥위생매립장                                  |                                                   | 여수시 | 만덕동                                                       | 상행 진출 불가                                        |
| 만흥 나들목                                     | 만성로                                            | 여수시 | 만덕동                                                       |                                                       |
| 둔덕 나들목 (둔덕1터널)                         | 국도 제77호선 (상암로)                            | 여수시 | 미평동                                                       | 연장 321m                                             |
| 둔덕 나들목 (둔덕1터널)                         | 국도 제77호선 (상암로)                            | 여수시 | 둔덕동                                                       | 연장 321m                                             |
| 엑스포터널                                      |                                                   | 여수시 | 연장 2014m                                                   |                                                       |
| 엑스포터널                                      | 삼일동                                            | 여수시 | 연장 2014m                                                   |                                                       |
| 주삼 나들목                                     | 여수산단로                                        | 여수시 |                                                              |                                                       |
| 공단삼거리                                      | 여수산단2로                                       | 여수시 | 주삼동                                                       |                                                       |
| 여수 나들목                                     | 좌수영로                                          | 여수시 | 주삼동                                                       |                                                       |
| 해산 나들목                                     | 여수산단1로                                       | 여수시 | 주삼동                                                       |                                                       |
| 소라교                                          |                                                   | 여수시 | 주삼동                                                       |                                                       |
|                                                 | 소라면                                            | 여수시 |                                                              |                                                       |
| 덕양 교차로                                     | 국가지원지방도 제22호선 (덕양로)                  | 여수시 | 국가지원지방도 제22호선과 중복                               |                                                       |
| 대포교                                          |                                                   | 여수시 | 국가지원지방도 제22호선과 중복                               |                                                       |
| (제2산단 나들목)                                | 여순로                                            | 여수시 | 국가지원지방도 제22호선과 중복                               |                                                       |
| 신기교                                          |                                                   | 여수시 | 국가지원지방도 제22호선과 중복                               |                                                       |
| 대포터널                                        |                                                   | 여수시 | 국가지원지방도 제22호선과 중복 연장 788m                     |                                                       |
| 대포터널                                        | 율촌면                                            | 여수시 | 국가지원지방도 제22호선과 중복 연장 788m                     |                                                       |
| 산곡교                                          |                                                   | 여수시 | 국가지원지방도 제22호선과 중복                               |                                                       |
| 산곡터널                                        |                                                   | 여수시 | 국가지원지방도 제22호선과 중복 연장 580m                     |                                                       |
| 취적교                                          |                                                   | 여수시 | 국가지원지방도 제22호선과 중복                               |                                                       |
| 취적터널                                        |                                                   | 여수시 | 국가지원지방도 제22호선과 중복 상행 연장 490m 하행 연장 475m |                                                       |
| 율촌 교차로                                     | 서부로                                            | 여수시 | 국가지원지방도 제22호선과 중복                               |                                                       |
| 율촌터널                                        |                                                   | 여수시 | 국가지원지방도 제22호선과 중복 상행 연장 510m 하행 연장 445m |                                                       |
| 율촌터널                                        |                                                   | 순천시 | 국가지원지방도 제22호선과 중복 상행 연장 510m 하행 연장 445m | 해룡면                                                |
| 도롱 교차로 (도롱 나들목)                       | 10호선 남해고속도로                               | 순천시 | 국가지원지방도 제22호선과 중복                               | 해룡면                                                |
| 해룡2터널                                       |                                                   | 순천시 | 국가지원지방도 제22호선과 중복 상행 연장 620m 하행 연장 630m | 해룡면                                                |
| 해룡 교차로 (해룡 나들목)                       | 10호선 남해고속도로 여순로                        | 순천시 | 국가지원지방도 제22호선과 중복                               | 해룡면                                                |
| 성산교                                          |                                                   | 순천시 | 국가지원지방도 제22호선과 중복                               | 해룡면                                                |
| 매안 교차로                                     | 지방도 제863호선 (해광로)                         | 순천시 | 국가지원지방도 제22호선과 중복                               | 해룡면                                                |
| 매안교 신대교                                   |                                                   | 순천시 | 국가지원지방도 제22호선과 중복                               | 해룡면                                                |
| 신대 교차로                                     | 국도 제2호선 (충무공로) 무평로                    | 순천시 | 국도 제2호선과 중복 국가지원지방도 제22호선과 중복           | 해룡면                                                |
| 해두교 신대3교 복성교                           |                                                   | 순천시 | 국도 제2호선과 중복 국가지원지방도 제22호선과 중복           | 해룡면                                                |
| 동순천 나들목                                   | 27호선 순천완주고속도로                           | 순천시 | 국도 제2호선과 중복 국가지원지방도 제22호선과 중복           | 해룡면                                                |
| 상비교                                          |                                                   | 순천시 | 국도 제2호선과 중복 국가지원지방도 제22호선과 중복           | 해룡면                                                |
| 상비 교차로                                     | 국도 제2호선 국가지원지방도 제22호선 (순광로)     | 순천시 | 국도 제2호선과 중복 국가지원지방도 제22호선과 중복           | 왕조동                                                |
| 왕지 분기점 (순천 나들목)                       | 10호선 남해고속도로 백강로                        | 순천시 |                                                              | 왕조동                                                |
| 왕지 분기점 (순천 나들목)                       | 10호선 남해고속도로 백강로                        | 순천시 | 서면                                                         |                                                       |
| 공단사거리                                      | 지방도 제840호선 (매천로) 산단1길                 | 순천시 | 지방도 제840호선과 중복                                      |                                                       |
| 지본삼거리                                      | 지방도 제840호선 (청소길)                         | 순천시 | 지방도 제840호선과 중복                                      |                                                       |
| 선평삼거리                                      | 국도 제22호선 (중앙로)                            | 순천시 | 국도 제22호선과 중복                                         |                                                       |
| 동산초등학교                                    |                                                   | 순천시 | 국도 제22호선과 중복                                         |                                                       |
| 서면사무소입구                                  | 임촌동길 죽평길                                   | 순천시 | 국도 제22호선과 중복                                         |                                                       |
| 순천전자고등학교                                |                                                   | 순천시 | 국도 제22호선과 중복                                         |                                                       |
| 서순천 나들목                                   | 10호선 남해고속도로 25호선 호남고속도로           | 순천시 | 국도 제22호선과 중복                                         |                                                       |
| 동산삼거리                                      | 동산길                                            | 순천시 | 국도 제22호선과 중복                                         |                                                       |
| 학구삼거리                                      | 국도 제22호선 (승주로)                            | 순천시 | 국도 제22호선과 중복                                         |                                                       |
| 송치터널                                        |                                                   | 순천시 | 연장 780m                                                    |                                                       |
| 송치터널                                        | 월등면                                            | 순천시 | 연장 780m                                                    |                                                       |
| 승주교                                          |                                                   | 순천시 |                                                              |                                                       |
| 망룡삼거리                                      |                                                   | 순천시 | 황전면                                                       |                                                       |
| 괴목역삼거리 (괴목역)                           | 지방도 제840호선 (건구칠동로)                     | 순천시 | 황전면                                                       | 지방도 제840호선과 중복                               |
| 괴목사거리                                      | 지방도 제840호선 지방도 제857호선 (복사골길)      | 순천시 | 황전면                                                       | 지방도 제840호선과 중복                               |
| 용두삼거리                                      | 섬진강로 용서길                                   | 순천시 | 황전면                                                       | 황전 나들목과 간접 연결 상행 진입 불가 하행 진출 불가 |
| 황전철도육교                                    |                                                   | 순천시 | 황전면                                                       |                                                       |
| 구례1교                                         |                                                   | 구례군 | 문척면                                                       |                                                       |
| 구례1교                                         | 구례읍                                            | 구례군 |                                                              |                                                       |
| 문척 교차로                                     | 지방도 제861호선 (수달생태로)                     | 구례군 |                                                              |                                                       |
| 서시1교                                         |                                                   | 구례군 |                                                              |                                                       |
|                                                 | 마산면                                            | 구례군 |                                                              |                                                       |
| 냉천 교차로                                     | 국도 제18호선 국도 제19호선 (섬진강대로) (산업로) | 구례군 | 국도 제18호선과 중복                                         |                                                       |
| 서시교                                          |                                                   | 구례군 | 국도 제18호선과 중복                                         |                                                       |
|                                                 | 구례읍                                            | 구례군 | 국도 제18호선과 중복                                         |                                                       |
| 서시교 남단                                     | 서시천로                                          | 구례군 | 국도 제18호선과 중복                                         |                                                       |
| 구례종합사회복지관                              |                                                   | 구례군 | 국도 제18호선과 중복                                         |                                                       |
| 구례공영버스터미널                              | 중앙로                                            | 구례군 | 국도 제18호선과 중복                                         |                                                       |
| (구례군청앞 회전교차로)                         | 지방도 제861호선 (봉성로) (수달생태로)            | 구례군 | 국도 제18호선과 중복                                         |                                                       |
| 구례군청 구례중학교 전남자연과학고등학교 산정교 |                                                   | 구례군 | 국도 제18호선과 중복                                         |                                                       |
| 검문소입구 교차로                               | 섬진강로 신촌길                                   | 구례군 | 국도 제18호선과 중복                                         |                                                       |
| 구례교                                          |                                                   | 구례군 | 국도 제18호선과 중복                                         |                                                       |
|                                                 | 순천시                                            | 황전면 | 국도 제18호선과 중복                                         |                                                       |
| 구례구역 (선변삼거리)                           | 순천시                                            | 황전면 | 국도 제18호선과 중복                                         | 섬진강로                                              |
| 복호제1교                                       | 순천시                                            | 황전면 | 국도 제18호선과 중복                                         |                                                       |
| 조사교                                          |                                                   | 곡성군 | 국도 제18호선과 중복                                         | 죽곡면                                                |
| 압록교                                          |                                                   | 곡성군 | 국도 제18호선과 중복                                         | 죽곡면                                                |
|                                                 | 오곡면                                            | 곡성군 | 국도 제18호선과 중복                                         |                                                       |
| 압록사거리                                      | 국도 제18호선 (대황강로)                          | 곡성군 | 국도 제18호선과 중복                                         |                                                       |
| 압록역                                          |                                                   | 곡성군 |                                                              |                                                       |
| 압록제2교 이정교                                |                                                   | 곡성군 |                                                              |                                                       |
| 가정역                                          |                                                   | 곡성군 |                                                              |                                                       |
| 침곡역                                          |                                                   | 곡성군 |                                                              |                                                       |
| 침곡교                                          | 침곡길                                            | 곡성군 |                                                              |                                                       |
| 오지 교차로                                     | 기차마을로                                        | 곡성군 | 상행 진입 불가 하행 진출 불가                                |                                                       |
| 오지교 오지1교 오지2교                          |                                                   | 곡성군 |                                                              |                                                       |
| 대평1교                                         |                                                   | 곡성군 |                                                              |                                                       |
|                                                 | 곡성읍                                            | 곡성군 |                                                              |                                                       |
| 읍내 교차로                                     | 국가지원지방도 제60호선 (곡고로)                  | 곡성군 |                                                              |                                                       |
| 장선교                                          |                                                   | 곡성군 |                                                              |                                                       |
| 신기 교차로                                     | 지방도 제840호선 (낙동원로)                       | 곡성군 | 지방도 제840호선과 중복                                      |                                                       |
| 장선 교차로                                     | 지방도 제840호선 (청계동로)                       | 곡성군 | 지방도 제840호선과 중복                                      |                                                       |
| 금곡교                                          |                                                   | 곡성군 |                                                              |                                                       |

기존 구간 (2011년 5월 이전 노선)
- 여수시 돌산 교차로 - 돌산대교 - 봉산초등학교 앞 - 봉산시장 입구 - 돌산대교 입구 - 서교동 로터리 - 한재사거리 - 여수시민회관 - 여수진남초등학교 - 여수종합버스터미널 - 문수삼거리 - 미평삼거리 - 여수미평초등학교 - 미평역 입구 - 성심병원 앞 - 11호 광장 - 둔덕동 주민센터 - 둔덕문 입구삼거리 (전남대학교 여수캠퍼스) - 둔덕삼거리 - 여수세무서 - 석창지하차도 - 주동사거리 - 여수 나들목

기존 구간 (2012년 이전 노선)
- 여수시 해산 나들목 - 소라교 - 덕양삼거리 - 대포사거리 - 여수공항 - 신풍삼거리 - 신풍초등학교 - 조화 교차로 - 율촌역 - 월산 교차로
- 순천시 호두삼거리 - 해룡육교 - 해룡 나들목 - 월전 교차로 - 월전사거리 - 팔마사거리 - 연향 육교 - 조례사거리 - 순천병원사거리 - 백강로 교차로 - 왕지 분기점

기존 구간 (2014년 이전 노선)
- 곡성군 장선 교차로 - 금곡교

### 전북특별자치도
| 이름                                       | 접속 노선                                      | 소재지                            | 소재지                                                 | 비고                         |
| ------------------------------------------ | ---------------------------------------------- | --------------------------------- | ------------------------------------------------------ | ---------------------------- |
| 금곡교                                     |                                                | 남원시                            | 금지면                                                 |                              |
| 금지 교차로                                | 지방도 제730호선 (노송로)                      | 남원시                            | 금지면                                                 |                              |
| 요천2교                                    |                                                | 남원시                            | 금지면                                                 |                              |
|                                            | 송동면                                         | 남원시                            |                                                        |                              |
| 양평 교차로                                | 물머리로                                       | 남원시                            |                                                        |                              |
| 신평 교차로                                | 용투산로                                       | 남원시                            |                                                        |                              |
| 송동 교차로                                | 주송길                                         | 남원시                            | 서남원 나들목과 간접 연결 지방도 제745호선과 간접 연결 |                              |
| 요천교                                     |                                                | 남원시                            |                                                        |                              |
|                                            | 주생면                                         | 남원시                            |                                                        |                              |
| 조산 교차로 (조산지하차도)                 | 요천로                                         | 남원시                            |                                                        |                              |
| 신정 교차로                                | 국도 제24호선 (남문로)                         | 남원시                            | 왕정동                                                 |                              |
| 남원역 교차로                              | 북남원로                                       | 남원시                            | 왕정동                                                 |                              |
| 산곡터널                                   |                                                | 남원시                            | 왕정동                                                 | 연장 580m                    |
| 산곡터널                                   | 향교동                                         | 남원시                            |                                                        | 연장 580m                    |
| 산성 교차로                                | 산성길                                         | 남원시                            |                                                        |                              |
| 향단 교차로                                | 춘향로                                         | 남원시                            | 상행 진입 불가 하행 진출 불가                          |                              |
| 방자 교차로                                | 산업로                                         | 남원시                            |                                                        |                              |
| 율치 교차로                                | 춘향로                                         | 남원시                            | 상행 진출 불가 하행 진입 불가                          |                              |
| 춘향터널                                   |                                                | 남원시                            | 연장 480m                                              |                              |
| 춘향터널                                   | 사매면                                         | 남원시                            | 연장 480m                                              |                              |
| 대율 교차로                                | 대율화정길 밤티재길                            | 남원시                            |                                                        |                              |
| 오리정 교차로                              | 덕평길 세동길                                  | 남원시                            |                                                        |                              |
| 사매 교차로                                | 덕오로                                         | 남원시                            | 상행 진입 불가 하행 진출 불가                          |                              |
| 월평 교차로                                | 대사로                                         | 남원시                            |                                                        |                              |
| 율천교 고정천교                            |                                                | 임실군                            | 오수면                                                 |                              |
| 대정 교차로                                | 대정길                                         | 임실군                            | 오수면                                                 |                              |
| 오수 교차로                                | 덕오로 오수로 용정길                           | 임실군                            | 오수면                                                 |                              |
| 내동 교차로                                | 덕과로                                         | 임실군                            | 오수면                                                 |                              |
| 오수교                                     |                                                | 임실군                            | 오수면                                                 |                              |
| 남악 교차로                                | 국도 제13호선 (충효로)                         | 임실군                            | 오수면                                                 |                              |
| 오수 나들목 (오수IC 교차로)                | 27호선 순천완주고속도로                        | 임실군                            | 오수면                                                 |                              |
| 대명 교차로                                | 춘향로                                         | 임실군                            | 오수면                                                 |                              |
| 대명1교 대명2교 둔남천교                   |                                                | 임실군                            | 오수면                                                 |                              |
| 오암 교차로                                | 춘향로                                         | 임실군                            | 오수면                                                 |                              |
| 봉천 교차로                                | 군평길 봉천1길                                 | 임실군                            | 오수면                                                 |                              |
| 봉천역                                     |                                                | 임실군                            | 오수면                                                 |                              |
| 대판 교차로                                | 오류3길                                        | 임실군                            | 성수면                                                 |                              |
| 오류 교차로                                | 봉강길 오류1길                                 | 임실군                            | 성수면                                                 |                              |
| 월평 교차로                                | 월삼로 월평서길                                | 임실군                            | 성수면                                                 |                              |
| 월평삼거리 (월평 교차로)                   | 국도 제30호선 (임진로)                         | 임실군                            | 성수면                                                 | 국도 제30호선과 중복         |
| 임실 나들목 (임실 교차로)                  | 27호선 순천완주고속도로 국도 제30호선 (호국로) | 임실군                            | 임실읍                                                 | 국도 제30호선과 중복         |
| 두곡삼거리                                 | 봉황로                                         | 임실군                            | 임실읍                                                 |                              |
| 임실역                                     |                                                | 임실군                            | 임실읍                                                 |                              |
| 용은교                                     |                                                | 임실군                            | 임실읍                                                 |                              |
|                                            | 관촌면                                         | 임실군                            |                                                        |                              |
| 예원대사거리                               | 창인로 용산1길                                 | 임실군                            |                                                        |                              |
| 병암지하차도 교차로 (관촌역)               | 국가지원지방도 제49호선 (신덕평로)             | 임실군                            | 국가지원지방도 제49호선과 중복                         |                              |
| 병암삼거리 (병암 교차로)                   | 국가지원지방도 제49호선 (관진로)               | 임실군                            | 국가지원지방도 제49호선과 중복                         |                              |
| 오원교                                     |                                                | 임실군                            |                                                        |                              |
| 관촌 교차로                                | 지방도 제745호선 (관마로)                      | 임실군                            | 지방도 제745호선과 중복                                |                              |
| 관촌삼거리                                 | 사선로 사선1길                                 | 임실군                            | 지방도 제745호선과 중복                                |                              |
| 슬치마을                                   | 지방도 제745호선 (석동슬치로)                  | 임실군                            | 지방도 제745호선과 중복                                |                              |
| 명덕교 상관교                              |                                                | 완주군                            | 상관면                                                 |                              |
| 상관 나들목                                | 27호선 순천완주고속도로                        | 완주군                            | 상관면                                                 |                              |
| 신리삼거리                                 | 지방도 제749호선 (신리로)                      | 완주군                            | 상관면                                                 | 지방도 제749호선과 중복      |
| 신리교                                     |                                                | 완주군                            | 상관면                                                 | 지방도 제749호선과 중복      |
| 신리 교차로                                | 지방도 제749호선 (왜목로)                      | 완주군                            | 상관면                                                 | 지방도 제749호선과 중복      |
| 상관 교차로                                | 국도 제21호선 (호남로)                         | 완주군                            | 상관면                                                 | 국도 제21호선과 중복         |
| 월암교                                     |                                                | 완주군                            | 상관면                                                 | 국도 제21호선과 중복         |
|                                            | 전주시                                         | 완산구                            |                                                        | 국도 제21호선과 중복         |
| (이름 없음)                                | 전주시                                         | 완산구                            | 신리로                                                 | 국도 제21호선과 중복         |
| 안적교 남단                                | 전주시                                         | 완산구                            | 춘향로                                                 | 국도 제21호선과 중복         |
| 안적교                                     | 전주시                                         | 완산구                            |                                                        | 국도 제21호선과 중복         |
| 관암교                                     | 전주시                                         |                                   | 덕진구                                                 | 국도 제21호선과 중복         |
| 아중역광장                                 | 전주시                                         | 아중로                            | 덕진구                                                 | 국도 제21호선과 중복         |
| (이름 없음)                                | 전주시                                         | 정언신로 행치길                   | 덕진구                                                 | 국도 제21호선과 중복         |
| 산정동                                     | 전주시                                         | 건산로                            | 덕진구                                                 | 국도 제21호선과 중복         |
| 우아네거리 (안덕원지하차도)                | 전주시                                         | 국도 제26호선 (전진로) 안덕원로   | 덕진구                                                 | 국도 제21, 26호선과 중복     |
| 우아교                                     | 전주시                                         | 아중천변1길 아중천변2길           | 덕진구                                                 | 국도 제21, 26호선과 중복     |
| 역전광장 (전주역)                          | 전주시                                         | 백제대로                          | 덕진구                                                 | 국도 제21, 26호선과 중복     |
| 전주기린중학교                             | 전주시                                         |                                   | 덕진구                                                 | 국도 제21, 26호선과 중복     |
| 호성네거리                                 | 전주시                                         | 견훤로 초포다리로                 | 덕진구                                                 | 국도 제21, 26호선과 중복     |
| (일이삼한방병원)                           | 전주시                                         | 소리로                            | 덕진구                                                 | 국도 제21, 26호선과 중복     |
| 전주출입국외국인사무소 호성동 행정복지센터 | 전주시                                         |                                   | 덕진구                                                 | 국도 제21, 26호선과 중복     |
| 차량등록사업소앞                           | 전주시                                         | 국도 제26호선 (동부대로) 천마산로 | 덕진구                                                 | 국도 제21, 26호선과 중복     |
| 동산과선교                                 | 전주시                                         |                                   | 덕진구                                                 | 국도 제21호선과 중복         |
| 고당네거리                                 | 전주시                                         | 초포로 사거리길                   | 덕진구                                                 | 국도 제21호선과 중복         |
| 소양2교                                    | 전주시                                         |                                   | 덕진구                                                 | 국도 제21호선과 중복         |
|                                            | 완주군                                         | 용진읍                            |                                                        | 국도 제21호선과 중복         |
| 용진삼거리                                 | 완주군                                         | 용진읍                            | 초포다리로                                             | 국도 제21호선과 중복         |
| 용진읍 행정복지센터                        | 완주군                                         | 용진읍                            |                                                        | 국도 제21호선과 중복         |
| 용진우체국                                 | 완주군                                         | 용진읍                            | 상운길                                                 | 국도 제21호선과 중복         |
| 용진 교차로                                | 완주군                                         | 용진읍                            | 국도 제21호선 (새만금북로)                             | 국도 제21호선과 중복         |
| 상운교                                     | 완주군                                         | 용진읍                            |                                                        |                              |
| 완주 나들목 (완주 교차로)                  | 완주군                                         | 용진읍                            | 204호선 새만금포항고속도로지선                         |                              |
| 벽성대학 완주캠퍼스 (폐교)                 | 완주군                                         |                                   | 서: 봉동읍 동: 용진읍                                  |                              |
| (운곡마을)                                 | 완주군                                         | 지암로 건전길                     | 서: 봉동읍 동: 용진읍                                  |                              |
| 용봉초등학교                               | 완주군                                         |                                   | 서: 봉동읍 동: 용진읍                                  |                              |
| 신지리                                     | 완주군                                         | 신지송광로                        | 서: 봉동읍 동: 용진읍                                  |                              |
| 봉동삼거리                                 | 완주군                                         | 봉동중앙로                        | 용진읍                                                 |                              |
| 완주국민체육센터                           | 완주군                                         |                                   | 용진읍                                                 |                              |
| 용진순지 교차로                            | 완주군                                         | 고산천로 삼봉로                   | 용진읍                                                 | 장기삼거리와 연결            |
| 앞대산터널                                 | 완주군                                         |                                   | 용진읍                                                 | 연장 171m                    |
| 앞대산터널                                 | 완주군                                         | 고산면                            |                                                        | 연장 171m                    |
| 양화 교차로                                | 완주군                                         | 양화로                            |                                                        |                              |
| 양화교                                     | 완주군                                         |                                   |                                                        |                              |
| 남봉 교차로                                | 완주군                                         | 남봉로                            |                                                        |                              |
| 고산교                                     | 완주군                                         |                                   |                                                        |                              |
| 고산 교차로 (고산육교)                     | 완주군                                         | 눈기러기로                        |                                                        |                              |
| 삼기교                                     | 완주군                                         |                                   |                                                        |                              |
| 삼기 교차로 (삼기육교)                     | 완주군                                         | 고산천로                          | 지방도 제732호선과 간접 연결                           |                              |
| 용소교                                     | 완주군                                         |                                   | 화산면                                                 |                              |
| (이름 없음)                                | 완주군                                         | 고산천로                          | 화산면                                                 | 지방도 제643호선과 간접 연결 |
| (이름 없음)                                | 완주군                                         | 고산천로                          | 화산면                                                 |                              |
| 경천교                                     | 완주군                                         |                                   | 경천면                                                 |                              |
| 경천면 행정복지센터                        | 완주군                                         |                                   | 경천면                                                 |                              |
| (이름 없음)                                | 완주군                                         | 지방도 제740호선 (경가천길)       | 경천면                                                 | 지방도 제740호선과 중복      |
| (이름 없음)                                | 완주군                                         | 지방도 제740호선 (화산로)         | 경천면                                                 | 지방도 제740호선과 중복      |
| 용복터널                                   | 완주군                                         |                                   | 경천면                                                 | 연장 232m                    |
| 용복교                                     | 완주군                                         |                                   | 경천면                                                 |                              |
| 말골재                                     | 완주군                                         |                                   | 운주면                                                 |                              |
| 운주우회도로                               | 완주군                                         | 장선로                            | 운주면                                                 |                              |
| 장선교                                     | 완주군                                         |                                   | 운주면                                                 |                              |
| 장선삼거리                                 | 완주군                                         | 지방도 제697호선 (운주로)         | 운주면                                                 |                              |
| 한국게임과학고등학교                       | 완주군                                         |                                   | 운주면                                                 |                              |
| 대둔터널                                   | 완주군                                         |                                   | 운주면                                                 | 연장 165m                    |
| 당헌 교차로                                | 완주군                                         | 지방도 제740호선 (숯고개길)       | 운주면                                                 |                              |
| 대둔산삼거리                               | 완주군                                         | 대둔산공원길                      | 운주면                                                 |                              |
| 배티재                                     | 완주군                                         |                                   | 운주면                                                 | 해발 349m                    |

- 공사구간 (2020년 완공) : 아중역 ~ 상운교 남단

기존구간 (2014년 이전 노선)
- 남원시 금곡교 - 귀석사거리 - 금지교 - 호산삼거리 - 금지중학교 - 옹정삼거리 - 오천교 - 주생역 - 주생면사무소 - 소지삼거리 - 소지사거리 - 지당교 - 조산 교차로

### 충청남도
| 이름          | 접속 노선                          | 소재지 | 소재지                  | 비고                            |
| ------------- | ---------------------------------- | ------ | ----------------------- | ------------------------------- |
| 배티재        |                                    | 금산군 | 진산면                  | 해발 349m                       |
| 진산삼거리    | 국가지원지방도 제68호선 (태고사로) | 금산군 | 진산면                  | 국가지원지방도 제68호선과 중복  |
| 읍내삼거리    | 읍내로                             | 금산군 | 진산면                  | 국가지원지방도 제68호선과 중복  |
| (이름 없음)   | 읍내로                             | 금산군 | 진산면                  | 국가지원지방도 제68호선과 중복  |
| 진산중학교    |                                    | 금산군 | 진산면                  | 국가지원지방도 제68호선과 중복  |
| 읍내리 교차로 | 당디로                             | 금산군 | 진산면                  | 국가지원지방도 제68호선과 중복  |
| 방축삼거리    | 국가지원지방도 제68호선 (진산로)   | 금산군 | 진산면                  | 국가지원지방도 제68호선과 중복  |
| 복수교        |                                    | 금산군 | 진산면                  |                                 |
|               | 복수면                             | 금산군 |                         |                                 |
| 곡남삼거리    | 지방도 제635호선 (배내미로)        | 금산군 | 지방도 제635호선과 중복 |                                 |
| 복수삼거리    | 지방도 제635호선 (복수로)          | 금산군 | 지방도 제635호선과 중복 |                                 |
| 원용진사거리  | 용천로                             | 금산군 |                         |                                 |
| 용지삼거리    | 못골로                             | 금산군 | 추부면                  |                                 |
| 마전사거리    | 대학로 삼육로                      | 금산군 | 추부면                  |                                 |
| 양청사거리    | 마전로 서대산로                    | 금산군 | 추부면                  |                                 |
| 마전 교차로   | 국도 제37호선 (금산로)             | 금산군 | 추부면                  | 국도 제37호선과 중복            |
| 추부 나들목   | 35호선 통영대전고속도로            | 금산군 | 추부면                  | 국도 제37호선과 중복            |
| 마음 교차로   | 서대산로 추풍로                    | 금산군 | 추부면                  | 국도 제37호선과 중복            |
| 요광 교차로   | 국도 제37호선 (서대산로)           | 금산군 | 추부면                  | 국도 제37호선과 중복            |
| 금산터널      |                                    | 금산군 | 추부면                  | 상행 연장 1470m 하행 연장 1450m |

- 기존 구간 (1986년 이전 노선)
  - 중부대학교입구 - 중부대학교 - 구 추부터널
- 기존 구간 (2006년 이전 노선)
  - 금산군 마전사거리 - 추부삼거리 - 중부대학교입구 - 추부터널

### 대전광역시
| 이름                                   | 접속 노선                                   | 소재지     | 소재지                                                | 비고                            |
| -------------------------------------- | ------------------------------------------- | ---------- | ----------------------------------------------------- | ------------------------------- |
| 금산터널                               |                                             | 대전광역시 | 동구                                                  | 상행 연장 1470m 하행 연장 1450m |
| 머들령터널                             |                                             | 대전광역시 | 동구                                                  | 연장 200m                       |
| 삼괴2교                                |                                             | 대전광역시 | 동구                                                  |                                 |
| 월계 교차로                            | 산내로                                      | 대전광역시 | 동구                                                  | 상행 진출 불가 하행 진입 불가   |
| 삼괴1교                                |                                             | 대전광역시 | 동구                                                  |                                 |
| 남대전 나들목                          | 35호선 통영대전고속도로                     | 대전광역시 | 동구                                                  |                                 |
| 남대전종합물류단지                     | 물류로                                      | 대전광역시 | 동구                                                  |                                 |
| 낭월다리                               |                                             | 대전광역시 | 동구                                                  |                                 |
| 대별삼거리                             | 산내로                                      | 대전광역시 | 동구                                                  |                                 |
| 대별교 동단                            | 산서로                                      | 대전광역시 | 동구                                                  |                                 |
| 대성동삼거리                           | 대전로                                      | 대전광역시 | 동구                                                  |                                 |
| 옥계교                                 |                                             | 대전광역시 | 동구                                                  |                                 |
|                                        | 중구                                        | 대전광역시 |                                                       |                                 |
| (이름 없음)                            | 은어송로                                    | 대전광역시 |                                                       |                                 |
| 대전석교초등학교                       |                                             | 대전광역시 |                                                       |                                 |
| 돌다리네거리                           | 대종로 돌다리로                             | 대전광역시 |                                                       |                                 |
| 천석교                                 |                                             | 대전광역시 |                                                       |                                 |
|                                        | 동구                                        | 대전광역시 |                                                       |                                 |
| (쳔석교 북단)                          | 대전로                                      | 대전광역시 |                                                       |                                 |
| 효동네거리                             | 계족로 대전광역시도 제31호선 (보문로)       | 대전광역시 |                                                       |                                 |
| 인동네거리                             | 국도 제4호선 (충무로)                       | 대전광역시 |                                                       |                                 |
| (신흥지하차도 서단)                    | 신인로                                      | 대전광역시 |                                                       |                                 |
| 원동네거리                             | 대흥로 동대전로                             | 대전광역시 |                                                       |                                 |
| 대전우체국                             |                                             | 대전광역시 |                                                       |                                 |
| 중앙시장삼거리                         | 중교로                                      | 대전광역시 |                                                       |                                 |
| 대전역 (대전역네거리)                  | 중앙로                                      | 대전광역시 |                                                       |                                 |
| (정동지하차도 서단)                    | 삼가로 선화로                               | 대전광역시 |                                                       |                                 |
| 대전삼성초등학교                       |                                             | 대전광역시 |                                                       |                                 |
| 삼성네거리                             | 우암로                                      | 대전광역시 |                                                       |                                 |
| 제1삼성교                              |                                             | 대전광역시 |                                                       |                                 |
| (성남지하차도 남단)                    | 성남로                                      | 대전광역시 |                                                       |                                 |
| 삼성오거리                             | 동서대로 현암로                             | 대전광역시 |                                                       |                                 |
| 홍도3 건널목                           |                                             | 대전광역시 |                                                       |                                 |
|                                        | 대덕구                                      | 대전광역시 |                                                       |                                 |
| 한남오거리                             | 오정로 한남로                               | 대전광역시 |                                                       |                                 |
| 오정네거리                             | 한밭대로                                    | 대전광역시 |                                                       |                                 |
| 대전산업단지삼거리                     | 대화로                                      | 대전광역시 |                                                       |                                 |
| 읍내네거리                             | 아리랑로                                    | 대전광역시 |                                                       |                                 |
| 회덕초등학교 회덕동 행정복지센터       |                                             | 대전광역시 |                                                       |                                 |
| 읍내삼거리 (CJ대한통운 대전화물터미널) | 계족로                                      | 대전광역시 |                                                       |                                 |
| 신대과도교                             |                                             | 대전광역시 |                                                       |                                 |
| 와동초등학교 한국수자원공사            |                                             | 대전광역시 |                                                       |                                 |
| 회덕역                                 |                                             | 대전광역시 |                                                       |                                 |
| 덕지고가                               |                                             | 대전광역시 |                                                       |                                 |
| 와동 나들목 (와동육교)                 | 갑천도시고속도로                            | 대전광역시 | 상행 진출 불가 하행 진입 불가                         |                                 |
| 상서삼거리                             | 산업단지로                                  | 대전광역시 |                                                       |                                 |
| 신탄진 나들목                          | 1호선 경부고속도로                          | 대전광역시 | 신탄진로681번길 통해 연결                             |                                 |
| 신탄진과선교                           |                                             | 대전광역시 |                                                       |                                 |
| (이름 없음) (KT&G)                     | 덕암북로 벚꽃길                             | 대전광역시 | 상행 벚꽃길만 진출입 가능 하행 덕암북로만 진출입 가능 |                                 |
| 석봉구름다리 동단                      | 신탄진동로                                  | 대전광역시 |                                                       |                                 |
| 신탄진역                               |                                             | 대전광역시 |                                                       |                                 |
| 신탄진네거리                           | 국가지원지방도 제32호선 (대덕대로) (대청로) | 대전광역시 |                                                       |                                 |
| 현도교                                 |                                             | 대전광역시 |                                                       |                                 |

- 기존 구간 (1986년 이전 노선)
  - 구 추부터널 - 만인산휴게소
- 기존 구간 (2006년 이전 노선)
  - 추부터널 - 만인산휴게소 - 가목교 - 산흥초등학교 - 곡남교 - 제2상소교 - 제1상소교 - 마달교 - 월계 교차로

### 충청북도
| 이름                              | 접속 노선                                                | 소재지 | 소재지                        | 비고                                                   |
| --------------------------------- | -------------------------------------------------------- | ------ | ----------------------------- | ------------------------------------------------------ |
| 현도교                            |                                                          | 청주시 | 서원구 현도면                 |                                                        |
| 매봉삼거리                        | 지방도 제591호선 (달계노산로)                            | 청주시 | 서원구 현도면                 | 지방도 제591호선과 중복                                |
| 현도초등학교 현도중학교           |                                                          | 청주시 | 서원구 현도면                 | 지방도 제591호선과 중복                                |
| 선동삼거리                        | 지방도 제591호선 (시목부강로)                            | 청주시 | 서원구 현도면                 | 지방도 제591호선과 중복                                |
| 현도면 행정복지센터               |                                                          | 청주시 | 서원구 현도면                 |                                                        |
| (이름 없음)                       | 현도공단로                                               | 청주시 | 서원구 현도면                 |                                                        |
| 우록교 외천태교                   |                                                          | 청주시 | 서원구 현도면                 |                                                        |
| 외천삼거리                        | 국가지원지방도 제96호선 (연청로)                         | 청주시 | 서원구 남이면                 | 국가지원지방도 제96호선과 중복 남청주 나들목과 연결    |
| 남이외천삼거리                    | 남석로                                                   | 청주시 | 서원구 남이면                 | 국가지원지방도 제96호선과 중복                         |
| 척산삼거리                        | 척산화당로                                               | 청주시 | 서원구 남이면                 | 국가지원지방도 제96호선과 중복                         |
| 대련삼거리                        | 대림로                                                   | 청주시 | 서원구 남이면                 | 국가지원지방도 제96호선과 중복                         |
| 가좌삼거리                        | 가좌신송로                                               | 청주시 | 서원구 남이면                 | 국가지원지방도 제96호선과 중복                         |
| 양촌 분기점                       | 국도 제25호선 (3순환로) 국가지원지방도 제96호선 (청남로) | 청주시 | 서원구 남이면                 | 국가지원지방도 제96호선과 중복 국도 제25호선과 중복    |
| (생태터널)                        |                                                          | 청주시 | 서원구 남이면                 | 국도 제25호선과 중복                                   |
| 망월교                            |                                                          | 청주시 | 서원구                        | 국도 제25호선과 중복                                   |
| 석판 분기점                       | 대림로                                                   | 청주시 | 서원구 남이면                 | 국도 제25호선과 중복                                   |
| (생태터널)                        |                                                          | 청주시 | 흥덕구                        | 국도 제25호선과 중복                                   |
| 석곡교 석곡육교                   |                                                          | 청주시 | 흥덕구                        | 국도 제25호선과 중복                                   |
| 석곡 분기점                       | 지방도 제512호선 (서부로)                                | 청주시 | 흥덕구                        | 국도 제25호선과 중복                                   |
| 휴암교                            |                                                          | 청주시 | 흥덕구                        | 국도 제25호선과 중복                                   |
| 강상촌 분기점                     | 국도 제36호선 (가로수로)                                 | 청주시 | 흥덕구                        | 국도 제25, 36호선과 중복                               |
| 매립장 교차로                     | 강촌로                                                   | 청주시 | 흥덕구                        | 국도 제25, 36호선과 중복 상행 진입 불가 하행 진출 불가 |
| 학천교                            |                                                          | 청주시 | 흥덕구 강내면                 | 국도 제25, 36호선과 중복                               |
| 내거지하차도                      |                                                          | 청주시 | 흥덕구                        | 국도 제25, 36호선과 중복                               |
| 학천과선교                        |                                                          | 청주시 | 흥덕구 강내면                 | 국도 제25, 36호선과 중복                               |
| 정봉교                            |                                                          | 청주시 | 흥덕구                        | 국도 제25, 36호선과 중복                               |
| 청주역 분기점 (정봉육교)          | 지방도 제696호선 (청주역로)                              | 청주시 | 흥덕구                        | 국도 제25, 36호선과 중복                               |
| 서촌교 석남천1교 남촌교           |                                                          | 청주시 | 흥덕구                        | 국도 제25, 36호선과 중복                               |
| 중부지하차도                      |                                                          | 청주시 | 흥덕구                        | 국도 제25, 36호선과 중복 연장 70m                      |
| 내곡육교                          |                                                          | 청주시 | 흥덕구                        | 국도 제25, 36호선과 중복                               |
| 원평 분기점                       | 엘지로                                                   | 청주시 | 흥덕구                        | 국도 제25, 36호선과 중복                               |
| 문암공원 분기점                   | 무심서로                                                 | 청주시 | 흥덕구                        | 국도 제25, 36호선과 중복 상행 진입 불가 하행 진출 불가 |
| 까치내교                          |                                                          | 청주시 | 흥덕구                        | 국도 제25, 36호선과 중복                               |
| 까치내교                          | 청원구                                                   | 청주시 |                               | 국도 제25, 36호선과 중복                               |
| 정북교 오동1교 오동과선교 오동2교 |                                                          | 청주시 |                               | 국도 제25, 36호선과 중복                               |
| 오동 분기점                       | 국도 제25호선 국도 제36호선 (3순환로) 공항로             | 청주시 |                               | 국도 제25, 36호선과 중복                               |
| 오근장육교                        |                                                          | 청주시 |                               |                                                        |
| (공항 교차로)                     | 지방도 제540호선 (오창대로)                              | 청주시 |                               |                                                        |
| 팔결교                            |                                                          | 청주시 |                               |                                                        |
|                                   | 청원구 오창읍                                            | 청주시 |                               |                                                        |
| 가곡삼거리                        | 팔결로                                                   | 청주시 | 상행 진입 불가 하행 진출 불가 |                                                        |
| 창리사거리                        | 지방도 제508호선 (중부로)                                | 청주시 | 지방도 제507호선과 중복       |                                                        |
| 오창사거리                        | 지방도 제507호선 (두릉유리로)                            | 청주시 | 지방도 제507호선과 중복       |                                                        |
| 복현 교차로                       | 화북로                                                   | 청주시 |                               |                                                        |
| 복현교                            |                                                          | 청주시 |                               |                                                        |
| 원리 교차로                       | 원리여천길                                               | 청주시 |                               |                                                        |
| 도하 교차로                       | 문진로                                                   | 진천군 | 문백면                        |                                                        |
| 옥성 교차로                       | 옥성2길                                                  | 진천군 | 문백면                        |                                                        |
| 태락 교차로                       | 문진로                                                   | 진천군 | 문백면                        |                                                        |
| 진천터널                          |                                                          | 진천군 | 문백면                        | 연장 1,080m                                            |
| 진천터널                          | 진천읍                                                   | 진천군 |                               | 연장 1,080m                                            |
| 원덕 교차로                       | 원덕로                                                   | 진천군 |                               |                                                        |
| 행정 교차로                       | 국도 제34호선 (백곡로)                                   | 진천군 |                               |                                                        |
| 백곡교                            |                                                          | 진천군 |                               |                                                        |
| 사곡 교차로                       | 진광로                                                   | 진천군 | 이월면                        |                                                        |
| 중산대교                          |                                                          | 진천군 | 이월면                        |                                                        |
| 신월 교차로                       | 중미로                                                   | 진천군 | 이월면                        |                                                        |
| 사당교                            |                                                          | 진천군 | 이월면                        |                                                        |
| 북진천 나들목 (장양 교차로)       | 40호선 평택제천고속도로 지방도 제302호선 (이덕로)        | 진천군 | 이월면                        | 미잠삼거리와 연결                                      |
| 금곡 교차로                       | 살천이길                                                 | 진천군 | 광혜원면                      |                                                        |
| 소물 교차로                       | 진광로                                                   | 진천군 | 광혜원면                      |                                                        |
| 광혜원 교차로                     | 광혜원산단길                                             | 진천군 | 광혜원면                      | 하행 진출입만 가능                                     |
| 화량교                            |                                                          | 진천군 | 광혜원면                      |                                                        |
| 실원 교차로                       | 국가지원지방도 제82호선 (진광로)                         | 진천군 | 광혜원면                      |                                                        |
| 두교교                            |                                                          | 진천군 | 광혜원면                      |                                                        |

기존 구간 (2016년 이전 노선)
- 청주시 서원구 양촌 분기점 - 가마 교차로 - 이마트 청주점 - 미평사거리 - 참사랑병원 - 충청북도교육청 - 분평사거리 - 남성초등학교 - 충북고등학교 - 남성중학교 - 청주남중학교 - 남중삼거리 - 청주교육대학교 - 청주교대부설초등학교 - 모충사거리 - 청남교
- 청주시 상당구 청남교 - 청남교사거리 - 석교육거리 - 구남궁병원사거리 - 도청사거리 - 상당사거리 - 청주시청 - 방아다리사거리
- 청주시 청원구 우암오거리 - 우암초등학교 - 청대사거리(청주대학교) - 내덕삼거리 - 내덕칠거리 - 사천교 - 사천교사거리 - 덕성초등학교 - 농협사거리 - 성모병원삼거리 - 율량 교차로 - 충청북도 학생교육문화원 - 종축장삼거리 - 오동 교차로

기존 구간 (2013년 이전 노선)
- 진천군 소물 교차로 - 광혜원산업단지앞 - 만승교사거리 - 광혜원삼거리 - 상리사거리 - 실원삼거리

### 경기도
| 이름                                  | 접속 노선                                        | 소재지 | 소재지                        | 비고                           |
| ------------------------------------- | ------------------------------------------------ | ------ | ----------------------------- | ------------------------------ |
| 두교교 두교1교                        |                                                  | 안성시 | 죽산면                        |                                |
| 두교 교차로 (두교2교)                 | 국가지원지방도 제82호선 (걸미로) 용대길          | 안성시 | 죽산면                        |                                |
| 두교3교                               |                                                  | 안성시 | 죽산면                        |                                |
| 당목 교차로                           | 용설로                                           | 안성시 | 죽산면                        |                                |
| 용설 교차로 (용설1교)                 | 용설로 거곡길                                    | 안성시 | 죽산면                        |                                |
| 용설2교 용설3교                       |                                                  | 안성시 | 죽산면                        |                                |
| 장원 교차로                           | 장원남산길                                       | 안성시 | 죽산면                        |                                |
| 죽산 교차로 (죽산1교)                 | 국도 제38호선 국가지원지방도 제70호선 (서동대로) | 안성시 | 죽산면                        | 국가지원지방도 제70호선과 중복 |
| 매산삼거리                            | 하구산길                                         | 안성시 | 죽산면                        | 국가지원지방도 제70호선과 중복 |
| (이름 없음)                           | 상구산길                                         | 안성시 | 죽산면                        | 국가지원지방도 제70호선과 중복 |
| 한평교                                |                                                  | 안성시 | 죽산면                        | 국가지원지방도 제70호선과 중복 |
|                                       | 일죽면                                           | 안성시 |                               | 국가지원지방도 제70호선과 중복 |
| 방초교                                |                                                  | 안성시 |                               | 국가지원지방도 제70호선과 중복 |
| 오방삼거리                            | 국가지원지방도 제70호선 (사실로)                 | 안성시 |                               | 국가지원지방도 제70호선과 중복 |
| 방초 교차로                           | 오방길                                           | 안성시 |                               |                                |
| 고안 교차로                           | 고안로 고안로181번길                             | 용인시 | 처인구 백암면                 |                                |
| 백봉삼거리                            | 고안로51번길                                     | 용인시 | 처인구 백암면                 | 상행 진출입만 가능             |
| 양양주유소앞삼거리 국민레미콘앞삼거리 |                                                  | 용인시 | 처인구 백암면                 |                                |
| 백봉 교차로                           | 지방도 제318호선 (원설로)                        | 용인시 | 처인구 백암면                 |                                |
| 백암 교차로                           | 백암로                                           | 용인시 | 처인구 백암면                 | 상행 진입 불가 하행 진출 불가  |
| 원대교                                |                                                  | 용인시 | 처인구 백암면                 |                                |
| 백암사거리                            | 박곡로 백원로                                    | 용인시 | 처인구 백암면                 |                                |
| 근곡사거리                            | 지방도 제325호선 (덕평로) (백암로)               | 용인시 | 처인구 백암면                 |                                |
| 근곡삼거리                            | 죽양대로1342번길                                 | 용인시 | 처인구 백암면                 |                                |
| 노동삼거리                            | 근곡로                                           | 용인시 | 처인구 백암면                 |                                |
| 태평촌입구삼거리                      | 석실로                                           | 용인시 | 처인구 백암면                 |                                |
| 두창삼거리                            | 두창로 석실로                                    | 용인시 | 처인구 백암면                 |                                |
| 두창삼거리                            | 두창로 석실로                                    | 용인시 | 처인구 원삼면                 |                                |
| 가재월사거리                          | 보개원삼로                                       | 용인시 |                               |                                |
| 능안삼거리                            | 미평로                                           | 용인시 |                               |                                |
| 원삼사거리                            | 맹리로 죽양대로1763번길                          | 용인시 |                               |                                |
| 원삼 교차로                           | 좌전로                                           | 용인시 | 상행 진입 불가 하행 진출 불가 |                                |
| 평창사거리                            | 도창로 좌전로                                    | 용인시 | 처인구 양지면                 |                                |
| 청소년수련원입구삼거리                | 죽양대로2071번길                                 | 용인시 | 처인구 양지면                 |                                |
| 제일삼거리                            | 남평로                                           | 용인시 | 처인구 양지면                 |                                |
| 용구리고개                            |                                                  | 용인시 | 처인구 양지면                 |                                |
| 제일사거리                            | 남평로                                           | 용인시 | 처인구 양지면                 |                                |
| 양지 나들목                           | 50호선 영동고속도로 국도 제42호선 (중부대로)     | 용인시 | 처인구 양지면                 | 종점                           |

- 기존 구간 (2015년 이전 노선)
  - 안성시 두교 교차로 - 당진삼거리 - 칠장사입구 - 안성CC - 걸미고개 - 점고개 - 두현 교차로 - 두원육교 - 장원산업단지 교차로 - 정원육교 - 죽산삼거리 - 매산삼거리(죽산 교차로)

## 도로명
전라남도
- 여수시 돌산읍 군내리 ~ 돌산 교차로 : 돌산로
- 여수시 돌산읍 돌산 교차로 ~ 순천시 해룡면 성산리 : 엑스포대로
- 순천시 해룡면 성산리 ~ 신대 교차로 : 충무공로
- 순천시 해룡면 신대 교차로 ~ 왕조동 왕지 분기점 : 무평로
- 순천시 왕조동 왕지 분기점 ~ 서면 선평삼거리 : 백강로
- 순천시 서면 선평삼거리 ~ 황전면 황전철도육교 북단 : 순천로
- 구례군 문척면 구례1교 남단 ~ 마산면 냉천 나들목 : 산업로
- 구례군 마산면 냉천 나들목 ~ 순천시 황전면 선변삼거리 : 구례로
- 순천시 황전면 선변삼거리 ~ 곡성군 곡성읍 금곡교 : 섬진강로

전북특별자치도
- 남원시 금지면 금곡교 ~ 향교동 방자 교차로 : 서부로
- 남원시 향교동 방자 교차로 ~ 율치 교차로 : 산업로
- 남원시 향교동 율치 교차로 ~ 전주시 완산구 안적교 남단 : 춘향로
- 전주시 완산구 안적교 남단 ~ 덕진구 차량등록사업소앞 : 동부대로
- 전주시 덕진구 차량등록사업소앞 ~ 완주군 화산면 종리 : 완주로
- 완주군 화산면 종리 ~ 운주면 배티재 : 대둔산로

충청남도
- 금산군 진산면 배티재 ~ 교촌리 : 대둔산로
- 금산군 진산면 교촌리 ~ 복수면 복수삼거리 : 복수로
- 금산군 복수면 복수삼거리 ~ 추부면 마전사거리 : 다복로
- 금산군 추부면 마전사거리 ~ 양청사거리 : 대학로
- 금산군 추부면 양청사거리 ~ 마전 교차로 : 숭암로
- 금산군 추부면 마전 교차로 ~ 금산터널 : 금산로

대전광역시
- 동구 금산터널 ~ 남대전 나들목 : 금산로
- 동구 남대전 나들목 ~ 대성동삼거리 : 대전로
- 동구 대성동삼거리 ~ 중구 돌다리네거리 : 대종로
- 중구 돌다리네거리 ~ 동구 천동 : 대종로224번길
- 동구 천동 ~ 대덕구 읍내삼거리 : 대전로
- 대덕구 읍내삼거리 ~ 현도교 : 신탄진로

충청북도
- 청주시 서원구 현도면 현도교 ~ 남이면 양촌 분기점 : 청남로
- 청주시 서원구 남이면 양촌 분기점 ~ 청원구 오동 교차로 : 3순환로
- 청주시 청원구 오동 교차로 ~ 청주시 청원구 오창읍 복현교 : 공항로
- 진천군 문백면 복현교 ~ 광혜원면 두교교 : 생거진천로

경기도
- 안성시 죽산면 두교교 ~ 죽산 교차로 : 송문주로
- 안성시 죽산면 죽산 교차로 ~ 용인시 처인구 양지면 양지 나들목 : 죽양대로

## 자동차 전용도로 구간
아래 구간은 국토교통부에서 지정한 자동차 전용도로 구간이므로 보행자, 자전거 등은 통행할 수 없다. 이륜자동차 (모터사이클 혹은 오토바이)는 긴급자동차 (싸이카 및 소방용 모터사이클 등)에 한해 통행이 가능하며, 그 밖의 이륜자동차와 경운기, 우마차, 트랙터, 손수레는 통행할 수 없다.
| 도로명     | 시점                                              | 종점                                       | 총연장 (km) | 차로수 | 지정일                          |
| ---------- | ------------------------------------------------- | ------------------------------------------ | ----------- | ------ | ------------------------------- |
| 엑스포대로 | 전라남도 여수시 덕충동(덕충 나들목)               | 전라남도 여수시 주삼동(주삼 나들목)        | 12.064      | 4      | 2002년 2월 15일                 |
| 엑스포대로 | 전라남도 여수시 소라면 덕양리(덕양 교차로)        | 전라남도 순천시 해룡면 호두리(해룡 나들목) | 15.14       | 4      | 2006년 6월 20일                 |
| 엑스포대로 | 전라남도 순천시 해룡면 선월리(매안 교차로)        | 전라남도 순천시 서면 압곡리(왕지 분기점)   | 10.0        | 4      | 2004년 9월 13일 2005년 4월 4일  |
| 무평로     | 전라남도 순천시 해룡면 선월리(매안 교차로)        | 전라남도 순천시 서면 압곡리(왕지 분기점)   | 10.0        | 4      | 2004년 9월 13일 2005년 4월 4일  |
| 서부로     | 전라북도 남원시 금지면 귀석리(금지 교차로)        | 전라북도 남원시 주생면 중동리(조산 교차로) | 10.97       | 4      | 2009년 1월 12일 2014년 4월 30일 |
| 서부로     | 전라북도 남원시 주생면 상동리(조산 교차로)        | 전라북도 남원시 주생면 상동리(신정 교차로) | 0.51        | 4      | 2005년 11월 21일                |
| 서부로     | 전라북도 남원시 주생면 상동리(신정 교차로)        | 전라북도 남원시 신정동(방자 교차로)        | 6.0         | 4      | 2005년 10월 26일                |
| 3순환로    | 충청북도 청주시 상당구 남일면 효촌리(효촌 분기점) | 충청북도 청주시 흥덕구 휴암동(휴암 교차로) | 11.4        | 4      | 2001년 9월 29일                 |
| 3순환로    | 충청북도 청주시 흥덕구 수의동(휴암 교차로)        | 충청북도 청주시 청원구 오동동(오동 교차로) | 13.33       | 4      | 2011년 5월 12일                 |

## 사진

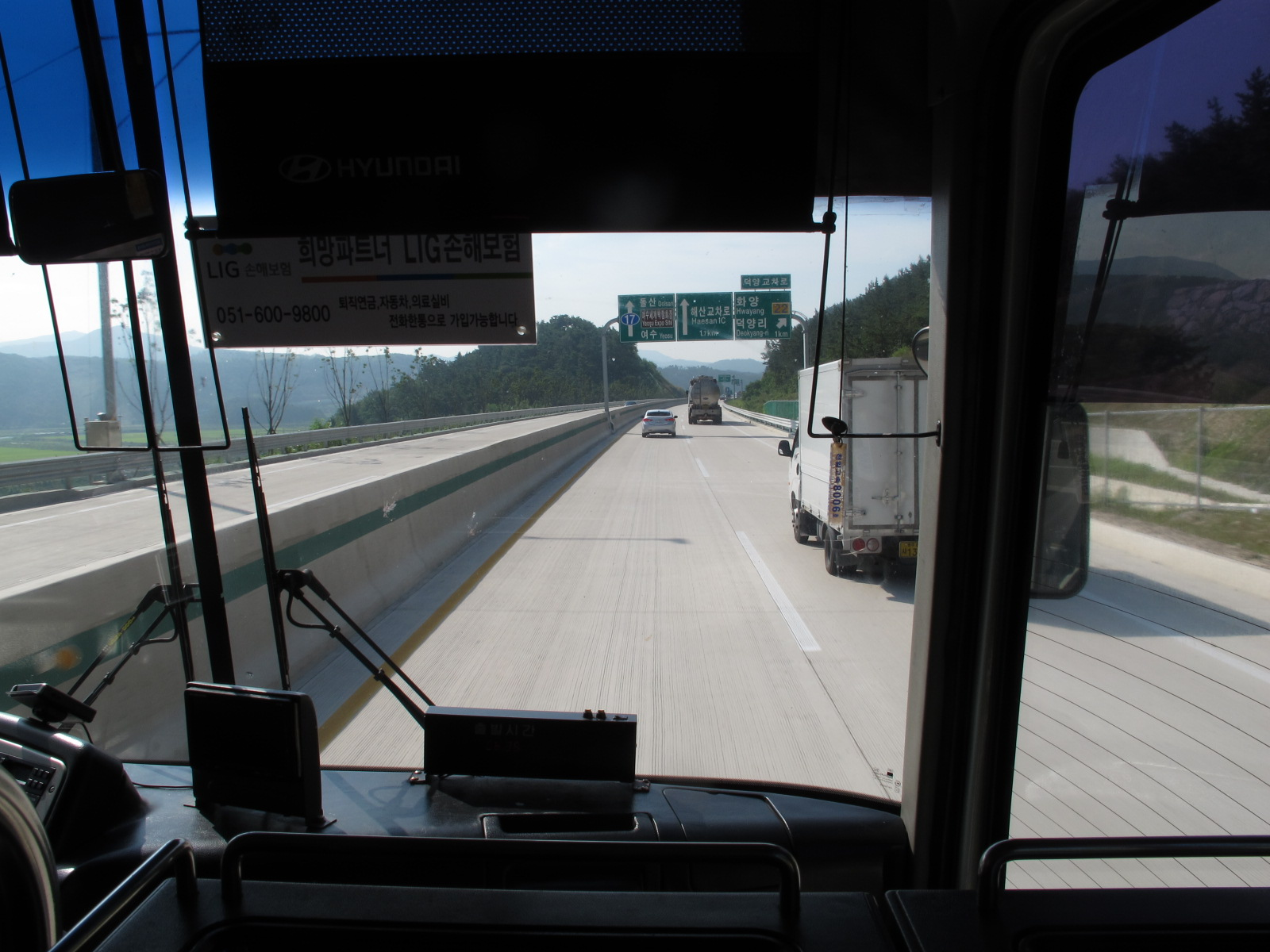
엑스포대로 덕양 나들목 부근. 국도 제17호선의 일부이다.
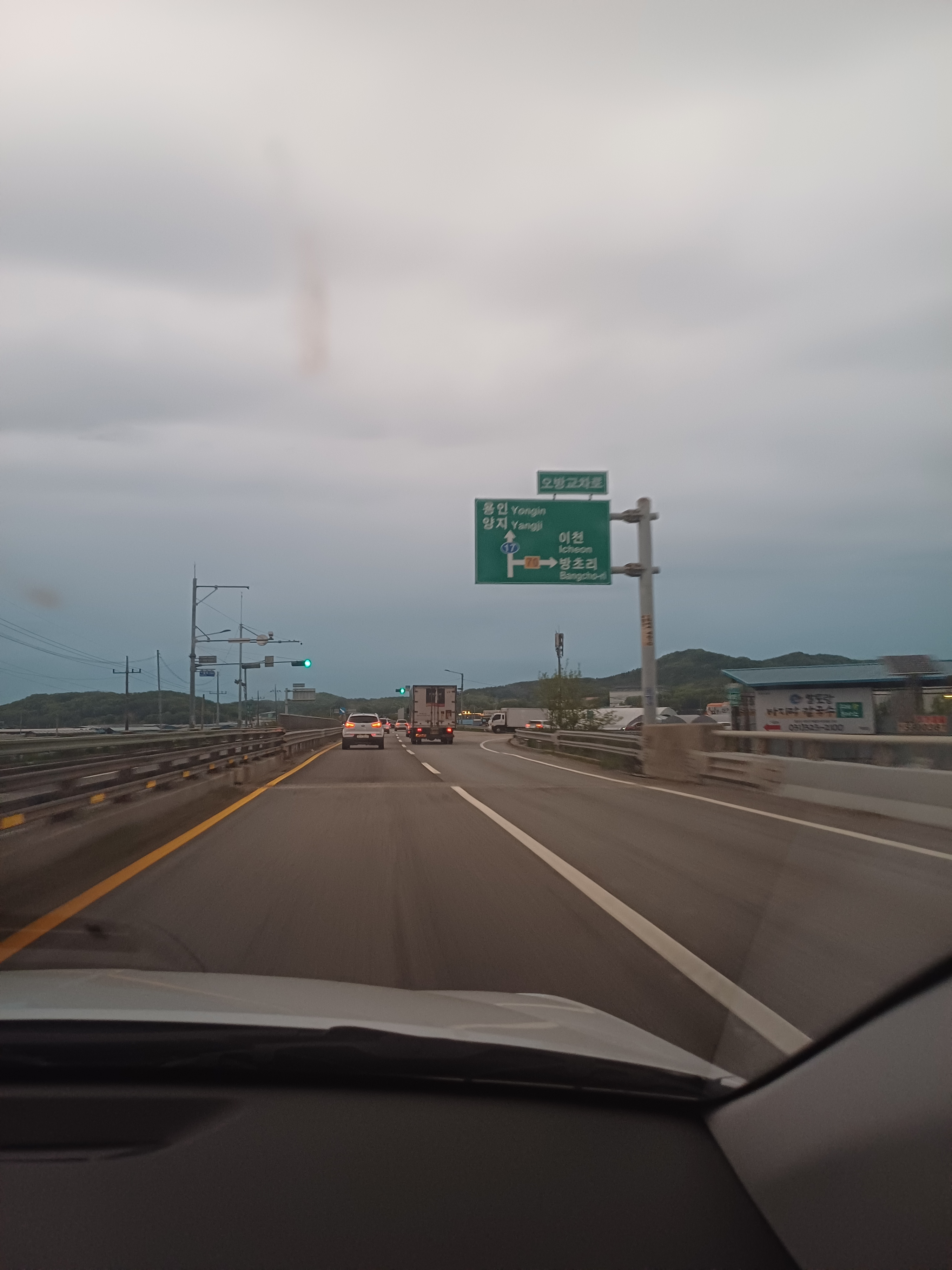
오방교차로